# Plana Baja
La Plana Baja (en valenciano Plana Baixa) es una comarca de la Comunidad Valenciana (España) situada en la costa sur de la provincia de Castellón. Comprende a un total de 20 municipios, en una extensión de 605,20km² y con una población total de 199.820 habitantes. La capital de comarca es la localidad de Burriana, aunque el municipio más poblado es Villarreal.

## Geografía
Limita al norte con la Plana Alta y el Alcalatén, al oeste limita con el Alto Mijares y el Alto Palancia, al este con el mar Mediterráneo, y al sur con la  provincia de Valencia (concretamente con el Campo de Murviedro).
La presencia del río Mijares (que sirve de frontera natural con la Plana Alta), favorece la presencia de huerta característica de las zonas costeras, mientras los terrenos de secano son propios del interior. El sector productivo de la zona se compone del cultivo de cítricos (principalmente la exportación de naranja), junto con el desarrollo industrial del sector cerámico. 

## Municipios
La Plana Baja comprende 20 municipios y ocupa una extensión de 605,20km². Su población es de 199.820 habitantes (INE 2024) con una densidad de 324,85 hab/km². Es la segunda comarca más poblada de la provincia y la décima de la Comunidad Valenciana.[cita requerida]
| Municipio                  | Población (2024) | Superficie | Densidad |
| -------------------------- | ---------------- | ---------- | -------- |
| Villarreal                 | 52505            | 55,10      | 941,05   |
| Burriana                   | 36927            | 47,20      | 757,41   |
| Vall de Uxó                | 31884            | 67,10      | 471,10   |
| Onda                       | 25817            | 108,40     | 235,67   |
| Nules                      | 14062            | 50,50      | 273,80   |
| Moncófar                   | 8011             | 14,50      | 534,27   |
| Almenara                   | 6710             | 27,60      | 236,63   |
| Bechí                      | 5592             | 21,40      | 260,74   |
| Alquerías del Niño Perdido | 4563             | 12,60      | 360,23   |
| Villavieja                 | 3073             | 6,20       | 495,80   |
| Chilches                   | 3094             | 13,60      | 219,19   |
| Artana                     | 1971             | 36,30      | 54,54    |
| Ribesalbes                 | 1163             | 8,60       | 131,97   |
| La Llosa                   | 1042             | 10,00      | 100,30   |
| Alfondeguilla              | 870              | 28,30      | 30,52    |
| Tales                      | 834              | 14,50      | 58,75    |
| Eslida                     | 785              | 18,10      | 41,87    |
| Sueras                     | 573              | 22,20      | 25,76    |
| Alcudia de Veo             | 213              | 30,70      | 6,61     |
| Ahín                       | 131              | 12,30      | 10,56    |
| Total                      | 199820           | 605,20     | 330,17   |

## Lengua
La comarca se encuentra situada dentro del ámbito lingüístico valenciano-hablante. 

## Delimitaciones históricas
La comarca de la Plana Baja es de creación moderna, (en el año 1983), y comprende parte de lo que antiguamente era la comarca de la Plana, y de la antigua comarca del Bajo Espadán. Estas antiguas comarcas aparecen en el mapa de comarcas de Emili Beüt i Belenguer "Comarques naturals del Regne de València" publicado en el año 1934. Hasta el año 1985, el municipio de las Alquerías del Niño Perdido perteneció a Villarreal, perdiendo este último un 30% del término municipal. 